# ضاحية فلور
فيلور رمزها «VE» (بالإنجليزية: Vellore)‏ ، هو تقسيم إداري لدولة الهند تتبع ولاية تاميل نادو (بالإنجليزية: Tamil  Nadu)‏ ، مركزها هو مدينة فيلور (بالإنجليزية: Vellore)‏ عدد سكانها حسب تعداد سنة 2001 هو 3,482,970 ، مساحتها 6,077 كم² وكثافة السكان 573 لكل كم² .